# Говоруха (приток Моломы)
Говоруха — река в России, протекает в Котельничском районе Кировской области. Устье реки находится в 45 км по правому берегу реки Молома. Длина реки составляет 10 км.
Исток реки в урочище Корминицы в 27 км к северу от Котельнича. Течёт на северо-восток по ненаселённой местности. Впадает в Молому ниже села Курино.

## Данные водного реестра
По данным государственного водного реестра России относится к Камскому бассейновому округу, водохозяйственный участок реки — Вятка от города Киров до города Котельнич, речной подбассейн реки — Вятка. Речной бассейн реки — Кама.
По данным геоинформационной системы водохозяйственного районирования территории РФ, подготовленной Федеральным агентством водных ресурсов:
- Код водного объекта в государственном водном реестре — 10010300312111100035973
- Код по гидрологической изученности (ГИ) — 111103597
- Код бассейна — 10.01.03.003
- Номер тома по ГИ — 11
- Выпуск по ГИ — 1